# 东胜站
东胜站位于内蒙古自治区鄂尔多斯市东胜区伊金霍洛街与天骄路交汇处，建于1988年，有包神铁路经过该站，现仅办理货运业务。在2013年10月包西铁路东胜西站启用前曾办理客运业务。东胜站是规划中东胜经康巴什至鄂尔多斯机场快速铁路的起点。车站距离包头东站112公里，隶属神华包神铁路公司，是三等站。